# Chaparral 2J
Chaparral 2J – samochód wyścigowy, skonstruowany przez Chaparral Cars i używany w serii Can-Am. Samochód wyróżniał się dzięki zastosowaniu innowacyjnych rozwiązań, między innymi układu wentylatorów przysysających pojazd do podłoża, i mimo braku poważniejszych sukcesów przeszedł do historii sportów motorowych.

## Konstrukcja
Ogólnie założenia konstrukcyjne samochodu były konwencjonalne: monokok był wykonany z aluminium, a karoseria – z włókna szklanego. Niezależne zawieszenie oparte zostało na poprzecznych wahaczach, a jednostką napędową był centralnie umieszczony silnik Chevrolet V8 o pojemności 7620 cm³ i mocy 650 KM przy 7 000 obr./min., co pozwoliło na osiągnięcie maksymalnej prędkości rzędu 300 km/h. Silnik był dość przestarzały, charakteryzując się popychaczowym sterowaniem zaworów przez wałek rozrządu znajdujący się między blokami cylindrów. Zastosowany został układ smarowania z suchą miską olejową oraz bezpośredni wtrysk paliwa Lucas. Chaparral zastosował trzystopniową, automatyczną skrzynię biegów.
Innowacyjną było nowatorskie rozwiązanie problemu przyczepności samochodu. Konstruktor samochodu, Jim Hall, założył, że przyczepność zostanie zwiększona, gdy między podwoziem i podłożem zostanie wytworzone podciśnienie, i w ten sposób pojazd zostanie przyssany do nawierzchni. Aby zrealizować ten koncept, należało stworzyć szczelną przestrzeń między podwoziem i torem oraz zainstalować urządzenie wysysające z tej przestrzeni niechciane powietrze. Pierwsze założenie Hall zrealizował poprzez zainstalowanie wzdłuż dolnego obrysu nadwozia kurtyn z tworzywa sztucznego, przymocowanych do zawieszenia i sięgających do podłoża, a przez to pozwalających na utrzymanie stałej odległości od nawierzchni. Urządzeniem zastosowanym przez firmę Chaparral były umieszczone z tyłu samochodu dwa duże, szesnastołopatkowe wirniki, napędzany własnym, dwucylindrowym silnikiem Rockwell o pojemności 800 cm³ i mocy 70 KM, zamontowanym nad skrzynią biegów. To rozwiązanie pozwalało na znaczne skrócenie drogi hamowania oraz wzrost szybkości granicznej na łukach o 15%.
Z rozwiązań wykorzystanych przez Chaparrala korzystano w Formule 1: do Lotusa 78 w celu uzyskania efektu przypowierzchniowego dodano kurtyny, a Brabham BT46B stosował wentylator w celu przyssania samochodu do podłoża.

## Wyniki w Can-Am
| Legenda oznaczeń w tabelach wyników Wyświetl szablon na nowej stronie | Legenda oznaczeń w tabelach wyników Wyświetl szablon na nowej stronie                                                                     |
| Oznaczenie                                                            | Wyjaśnienie |
| --------------------------------------------------------------------- | --- |
| Złoty                                                                 | Zwycięzca lub mistrzostwo |
| Srebrny                                                               | 2. miejsce lub wicemistrzostwo |
| Brązowy                                                               | 3. miejsce lub II wicemistrzostwo |
| Zielony                                                               | Ukończył, punktował (w klasyfikacji generalnej, gdy zdobył co najmniej jeden punkt na przestrzeni sezonu, poza trzema powyższymi opcjami) |
| Niebieski                                                             | Ukończył, nie punktował (w klasyfikacji generalnej, gdy nie zdobył co najmniej jednego punktu na przestrzeni sezonu)                      |
| Czerwony                                                              | Nie zakwalifikował się (NZ) |
| Czerwony                                                              | Nie prekwalifikował się (NPK) |
| Różowy                                                                | Nie ukończył (NU) |
| Różowy                                                                | Niesklasyfikowany (NS) (w klasyfikacji generalnej, gdy nie został sklasyfikowany w żadnym wyścigu sezonu)                                 |
| Czarny                                                                | Zdyskwalifikowany (DK) |
| Czarny                                                                | Wykluczony (WYK/EX) |
| Biały                                                                 | Nie wystartował (NW) |
| Biały                                                                 | Kontuzjowany (K/INJ) |
| Biały                                                                 | Wyścig odwołany (OD/C) |
| Bez koloru                                                            | Został wycofany (WYC/WD) |
| Bez koloru                                                            | Nie przybył (NP/DNA) |
| Bez koloru                                                            | Nie brał udziału w treningach (NT/DNP) |
| Bez koloru                                                            | Nie został zgłoszony (–) |
| Pogrubienie                                                           | Start z pole position |
| Kursywa                                                               | Najszybsze okrążenie wyścigu |
| †                                                                     | Nie ukończył, ale jego rezultat został zaliczony ze względu na przejechanie więcej niż 90% dystansu wyścigu.                              |
| *                                                                     | Sezon w trakcie |
| 1/2/3                                                                 | Punktowana pozycja w sprincie kwalifikacyjnym                                                                                             |
| Lista systemów punktacji Formuły 1                                    | |

| Sezon | Zespół              | Silnik    | Kierowcy       | Wyniki w poszczególnych eliminacjach | Wyniki w poszczególnych eliminacjach | Wyniki w poszczególnych eliminacjach | Wyniki w poszczególnych eliminacjach | Wyniki w poszczególnych eliminacjach | Wyniki w poszczególnych eliminacjach | Wyniki w poszczególnych eliminacjach | Wyniki w poszczególnych eliminacjach | Wyniki w poszczególnych eliminacjach | Wyniki w poszczególnych eliminacjach | Wyniki kierowców | Wyniki kierowców |
| Sezon | Zespół              | Silnik    | Kierowcy       | Kanada                               | Kanada                               | Stany Zjednoczone                    | Kanada                               | Stany Zjednoczone                    | Stany Zjednoczone                    | Stany Zjednoczone                    | Stany Zjednoczone                    | Stany Zjednoczone                    | Stany Zjednoczone                    | Pkt.             | Msc.             |
| ----- | ------------------- | --------- | -------------- | ------------------------------------ | ------------------------------------ | ------------------------------------ | ------------------------------------ | ------------------------------------ | ------------------------------------ | ------------------------------------ | ------------------------------------ | ------------------------------------ | ------------------------------------ | ---------------- | ---------------- |
| 1970  | Chaparral Cars Inc. | Chevrolet | Jackie Stewart | -                                    | -                                    | NU                                   | -                                    | -                                    | -                                    | -                                    | -                                    | -                                    | -                                    | 0                | NS               |
| 1970  | Chaparral Cars Inc. | Chevrolet | Vic Elford     | -                                    | -                                    | -                                    | -                                    | -                                    | -                                    | 6                                    | -                                    | NW                                   | NU                                   | 6 (16)           | 15               |